# 2018年普吉岛游船倾覆事故
2018年7月5日周四，泰国普吉岛海域（安达曼海），两艘共计载有122名（此前报道为127名，其中5人未实际登船）中国游客的船只，在返回普吉岛途中遇到特大暴风雨，分别在普吉府珊瑚岛（Koh He）与梅通岛（Koh Mai Ton）附近海面倾覆。同期还有一对驾驶喷气艇在大拉查岛（Koh Racha）附近翻覆，其上的俄罗斯夫妇随后被救起。
根据新华社报道，截至7月7日，中国游客78人获救、42人遇难、14人失踪。7月9日，泰方根据海关和中国大使馆提供的信息更新了人员统计信息，发现凤凰号上实际载有89名游客（其中87人为中国公民），11名船员和1名导游。截止7月9日，确认42人遇难（其中一具遇难者遗体卡在船底暂时无法打捞），5人失踪。7月10日，泰国救援人员在渔民的帮助下又发现3具遗体，事故死亡人数上升至45人，另有2人失踪。7月11日，根据泰国通讯社报道，又发现两人遗体，遇难人数总计为46人，一人失踪。同一天下午，普吉府尹诺拉帕召开发布会宣布在皮皮岛附近发现一具男性遗体，其身上发现人民币、晕船药及和凤凰号乘客同款救生衣，初步认定为遇难中国乘客。至此，所有失踪乘客均证实已经遇难，遇难人数定格为47人，但仍有一具男性遇难者遗体卡在船底等待打捞。
沉没船只为凤凰号（Phoenix）与艾莎公主号（Serenita）。凤凰号上载有89名（此前报道为92名）游客（其中87人为中国籍）与11名泰国船员、1名泰国导游；艾莎公主号上有35名游客（全部为中国籍），5名船员和一名导游。
7月9日，泰国旅游部决定从其事故专项基金中调用6396万泰铢（约合1277.67万人民币）向遇难者和伤者发放赔偿金。

## 事故概述
2018年7月5日周四，泰国普吉岛附近海面，下午4点半开始天气突变，外岛船只开始返航。一位常驻普吉岛的华人潜水教练则称天气突变大约发生在下午5点，而泰国政府当天下午4点才发布风浪预警，且并非强制令，而只是通知令。
凤凰号与艾莎公主号发生倾覆，时间约为下午5点45分左右。据称，事故时海面浪高约5米。
根据多名幸存者事后回忆，船只遇上风浪后很快剧烈颠簸，感觉犹如“坐在游乐场的海盗船上一样”，这时船上的导游试图安慰乘客，称“我都没穿救生衣，你们怕什么？”不久之后船开始朝右侧倾斜，随后船尾右侧开始进水，乘客们开始意识到危险，有人喊了一句：“赶快往船尾跑！”船舱进水后乘客们都很害怕，但船员们还是没有让乘客出去，等船身已经倾斜很严重了才拼命地让乘客离开船舱。直到下层船舱里的海水已经淹过膝盖，导游才慌张地敦促乘客们穿救生衣赶紧往舱外跑。然而，舱门附近的一个隔板大大延缓了乘客的撤离；因为很多乘客涌到船的右侧，造成重心右移，船身倾斜越来越大。两三分钟后，船体便以90度头朝上沉入海中。一些乘客在逃生过程中被碎玻璃和其他尖锐物体割伤，“救生艇周围的海水都变成了红色”，一位来自广东肇庆刚结束高考、与其他4位同学（其中1人遇难）结伴来普吉岛毕业旅行的学生“用手击碎船舱玻璃逃了出来，大腿被划得皮开肉绽。”

### 凤凰号
凤凰号上载有93名中国游客与12名泰国船员、导游。于返航普吉岛途中，在珊瑚岛附近倾覆。
根据生还者回忆，事发时海浪达六七米高，海浪拍碎了一楼船舱玻璃，海水涌入；之后凤凰号以先船尾后船头的方式竖直沉入海中。由于船只迅速进水沉没，许多乘客都没有拿到救生衣。凤凰号船长颂金弃船逃生，目前以玩忽职守罪被羁押，他在接受记者采访时声称船上的排水系统被垃圾堵塞，导致船体内积水无法排出，引发船体迅速倾覆。

### 艾莎公主号
艾莎公主号上有35名游客，5名船员和一名导游；船只在梅通岛附近倾覆，已经全部救起。

## 搜寻与救援
- Facebook上，Love Andaman旅行社发布的视频，记录了一艘船沉没前的影像[16]，疑似为艾莎公主号。其报告了沉船坐标，并救援了落水的二十多人。
- 泰国军方与其国内救援部门，6日在普吉岛查龙湾码头设立了救援指挥中心；同日出动十数艘大船、5架直升机与七十余海军士兵参与搜索救援[17]。
- 7月6日晚，交通运输部广州打捞局集结了10人的救助分队，于7日上午，携带潜水设备抵达泰国，赶赴现场[18]。另外来自浙江海宁的7人救援队也抵达普吉参与救援[19]。

## 遇难者
截至7日，已确认42人死亡，14人仍然下落不明。涉事的中国籍游客多为通过OTA平台订购产品的自由行游客，涉及江苏、浙江、广东、辽宁、河南、重庆等省市。7月9日，泰国普吉府府尹诺拉帕在新闻发布会上称，经泰中双方核对名单，确认当日凤凰号上实际登船游客为89人，非此前认定的93人，有4人未上船。89人中有37人获救，11人失联。在失联人员中，通过酒店住宿记录等方式确认其中5人生还。
当日乘坐凤凰号的游客中，有37人来自浙江海宁海派家具有限公司，失联的18人（5名员工和13名员工家属，分别来自11个家庭，其中2个三口之家全部失联，孩子分别为9岁和3岁）中，包含7名未成年人。在前往普吉岛的游客名单中，年龄最大的为54岁，最小的为3岁。
来自浙江金华的57岁的郑兰庆一家五口都在凤凰号上，其妻子、女儿、女婿和外孙女均遇难，仅他一人生还。其女儿和女婿均为阿里巴巴集团员工。中国石油大学一位李姓研究生6月底刚刚结婚，携妻子来泰国度蜜月，不幸遇难，妻子受伤住院治疗。首批轻伤中国游客，已于7月8日中午乘机回国，在普吉当地医院里的5位来自浙江海宁的受伤游客已经基本脱离生命危险。7月8日凌晨，广东肇庆市旅游局发布消息，一行来自肇庆结伴同往普吉岛旅行的5名高考毕业生遇险，其中有1人遇难。
7月5日，搜救人员距离事发地点32公里远的绿岛附近海面发现五具遇难者遗体，男性两名，女性三名（包括一名小女孩），疑似为一家人。死者均身穿救生衣，头朝下漂浮在海面上。
由于绝大多数泰国专业潜水救援人员都被调往清莱府救援困在北部山区睡美人洞中的少年足球队及其教练（参见睡美人洞救援行动），因此沉船事故后前两天参与潜水搜救的多为当地商业潜水公司人员，志愿者，潜水爱好者等人。总共数十名受过潜水训练的人员参与搜救。由于沉船处水深达47米，潜水员们每隔五米一人，形成接力传送找到的遇难者遗体。沉船中充满了各种物品：鞋子、碎玻璃、各种游客随身携带的物品，碎屑等，潜水员必须十分小心地进入船舱。船舱中俨然是一座水下坟墓：多具遇难者遗体漂浮在水中，有一位母亲仍然紧紧抱着自己的孩子。另有部分遇难者遗体挂在沉船栏杆上或散落在沉船周围的海床上。一位参与搜救的南非籍潜水员Dominic Robnik以“非常非常悲惨”来形容船舱内的景象，并称经他手送往海面的遇难者遗体不少于6具，另有一具遗体被压在船底，必须动用专业设备协助打捞。至7日傍晚，志愿者们陆续停止搜救工作，由泰国皇家海军接手。据《曼谷邮报》报道，泰国海军当天将搜索范围扩大至甲米府的皮皮岛。

## 背景

### 普吉岛天气
泰国每年7-9月为雨季，天气变化非常快，海面情况复杂。
据新华网援引泰国《民族报》报道，7月4日至6日，泰国气象局发布气象预警，禁止普吉海域船只出港；但根据泰国气象局网页信息，仅提示南部地区西海岸降雨量大，天气警报在6月20日到7月5日间没有发布。
泰国副总理巴逸于6日下午表示，此次事故中船只的船长和船主应对此事负责，并警告将采取法律行动。在船长回答为何无视警告坚持出海的问题时表示船只出海时并没有强风，而气象部门已经发出预警，不要在7月4日至6日间离岸出海，他们没有听。船长和船主未能留心当局的预警，贸然出海，因此他们将承担责任。

### 船只情况
涉事乘客多为购买了一日游产品的自由行游客，涉及了多个平台，如飞猪、携程、美团旅行等；这类产品多由中国的旅游从业公司或旅行社进行分销，实际以泰国方面承运。
根据携程与马蜂窝网上的普吉岛当地一日游售卖信息，凤凰号是2017年上线，而艾莎公主号为2018年4月3日首航。
根据售卖页面信息，凤凰号船身长35米（一说38米），宽8米，具有4层活动空间，船重110吨，最多可承载200人，由当地设计师进行设计。凤凰号拥有泰国海事局核准颁发的船只护照，具备合法运营资质，隶属于当地船舶公司T.C. Blue Dream Co Ltd。然而有网友指出，凤凰号在抗风等级、抗倾覆能力上有先天不足，在外海遇到突发情况，自保能力很差。而艾莎公主号船身长25米，具有3层活动空间，最高速度30km/h。

### 中国大陆赴泰旅行
根据中国旅游研究院和携程旅游联合发布的《2017年中国出境旅游大数据报告》，去年有980万人次中国人赴泰国旅游，占泰国接待全球游客数的28%，曼谷蝉联最受中国游客青睐的国外城市，而普吉岛为2017年中国大陆游客出行最多的目的地海岛；泰国旅游收到的求助，占据总体的22%。
此外，英国的保险公司Endsleigh于同年稍早的6月15日，发布了新闻稿，也指称2017年度，23%的旅游保险索赔在泰国发生，并将其列为“十大危险旅游目的地”之首。

### 低價旅行團爭議
泰國官方9日表示，涉事旅行團為非法零元團，且忽視警告執意出海。對此，中國業者向中國媒體反駁，表示旅行團都是付費自由行，事前也未收到氣象警告。「零元團」是指讓遊客在所在國的旅行社繳納低於旅遊成本價的團費，到達當地後，地接社再把旅客帶到一系列指定購物店內消費，兜售自費項目，以遊客額外消費填補少交的團費。泰國頭條新聞9日引述泰國副總理巴维·翁素万表示，經調查，這次的旅行團為非法的「零元團」，普吉租船旅行社的幕後老闆也是中國人。租船旅行社拒絕聽取氣象局風暴來臨的警告，執意出海，才因此釀禍。飛豬、攜程和懶貓等中國大陸旅行社則向中媒澎湃新聞表示，事故中的中國遊客基本都是購買當地玩樂、一日遊等產品的自由行旅客，這些旅行商品定價為人民幣450到500元(約新台幣2,300元)不等，並非零元團。

## 各方反应

### 泰国政府
- 泰国旅游体育部长威拉萨·科瓦拉特6日承诺，每一名普吉岛翻船事故的遇难者家属将获得30万泰铢的抚恤金，伤者则将获得最高50万泰铢的医疗费补偿，这笔钱来自该部门的专项基金。此外，遇难者家属将获得由泰国政府提供的医疗报销，金额不超过100万泰铢，伤者可获50万泰铢[40]。
- 泰国驻中华人民共和国使领馆，临时开通求助热线及签证绿色通道[41]。

### 中国中央政府
- 中共中央总书记习近平对泰国普吉游船倾覆事故作出指示，要求全力搜救失踪人员。[42]中国国务院总理李克强作出批示，要求全力搜救失踪游客、救治伤员，妥为做好善后工作，要重视做好外出旅游人员安全防范工作，通过境外中国公民保护机制，切实维护好我公民合法权益，确保出行安全。[43]
- 事发后，中国驻泰国使领馆第一时间启动应急机制；中国驻宋卡总领馆派工作组赶赴现场，敦促泰国有关部门全力搜救，慰问安抚受伤游客，组织志愿者教师和留学生赶赴医院为游客及家属提供协助。外交部、交通运输部、文化和旅游部派出联合工作组前往泰国普吉查看情况[44]。
- 中国文化和旅游部开启了针对出境自助游的排查，下架了一些自助游产品[45]；包括两艘涉事船只在内的商品页也已下架[33][34]。该部还同时下发了《关于做好暑期旅游安全工作的通知》和《关于进一步加强出境自助游相关工作的紧急通知》，要求深入开展安全隐患排查治理，坚决防范各类涉旅突发事件的发生[46]。

### 中国地方政府
事故发生后，一些涉事游客客源地的地方政府也作出了回应。
- 浙江省：事发后，中共浙江省委书记车俊、浙江省人民政府省长袁家军作出批示，要求省政府及省外侨办尽快争取外交部和驻外使领馆支援，协调泰方全力抢救；嘉兴市及海宁市要抓紧做好沟通对接等工作，抓紧核实失联人员信息，认真做好企业及职工和家属安抚等善后工作。浙江省旅游局已启动应急预案，成立应急处置小组，全面协调应急处置工作，同时关注事态进展。该局已致函中国驻泰国旅游办事处，请求为浙江游客救助提供支持和帮助；并与浙江省外侨办对接，进一步核实与救助浙江游客；及时与海宁市政府赴泰应急小组对接，帮助协调解决应急处置相关工作和困难[47]。
  - 海宁市：事发后，中共海宁市委书记朱建军、海宁市人民政府市长曹国良作出批示，要求相关部门立即启动应急预案；市长曹国良召开紧急会议，部署救援处置工作。海宁市同时成立了赴泰国工作组和本地工作组，分别赴泰国和在海宁市内开展工作，并与中国驻泰国大使馆对接联系，抓紧核实信息，寻求帮助；组成工作团队进驻海派家具公司开展安抚家属等后续处置工作[47]。
- 江苏省：江苏省旅游局启动应急机制，排查事故情况[44]。7月7日，江苏省旅游局确认已遇难的江苏籍游客达到4人[48]。
- 上海市：在此次游船倾覆事故的涉事旅客中，共有15名来自上海的旅客，其中有8名获救，7名失踪（7月7日数据）。事后中共上海市委书记李强，上海市市长应勇要求各区、各有关部门要落实习近平总书记“重要指示精神”和李克强总理批示要求，协助做好事故有关善后工作，进一步强化暑期外出旅游、生产生活等方面风险监测提示，排查安全隐患[49]。
- 重庆市：事发后，重庆市外侨办会同重庆市公安局、市旅发委等部门，协助涉事游客家属尽快前往泰国处理善后事宜[19]。

### 其他
事故发生后，阿里巴巴集团成立应急小组，派出专门团队飞赴泰国。另外，春秋航空、中国东方航空等航空公司均已开辟了绿色通道，方便家属赴事故发生地以及游客回国。